# Merenye
Merenye ist eine ungarische Gemeinde im  Kreis Szigetvár im Komitat Baranya. Zur Gemeinde gehört der nördlich gelegene Ortsteil Ceglédpuszta.

## Geografische Lage
Merenye liegt achteinhalb Kilometer nordwestlich der Kreisstadt Szigetvár.

## Geschichte
Merenye wurde 1192 erstmals urkundlich erwähnt.

## Sehenswürdigkeiten
- Reformierte Kirche, erbaut 1781 (Barock)
- Stausee (Merenyei víztároló)

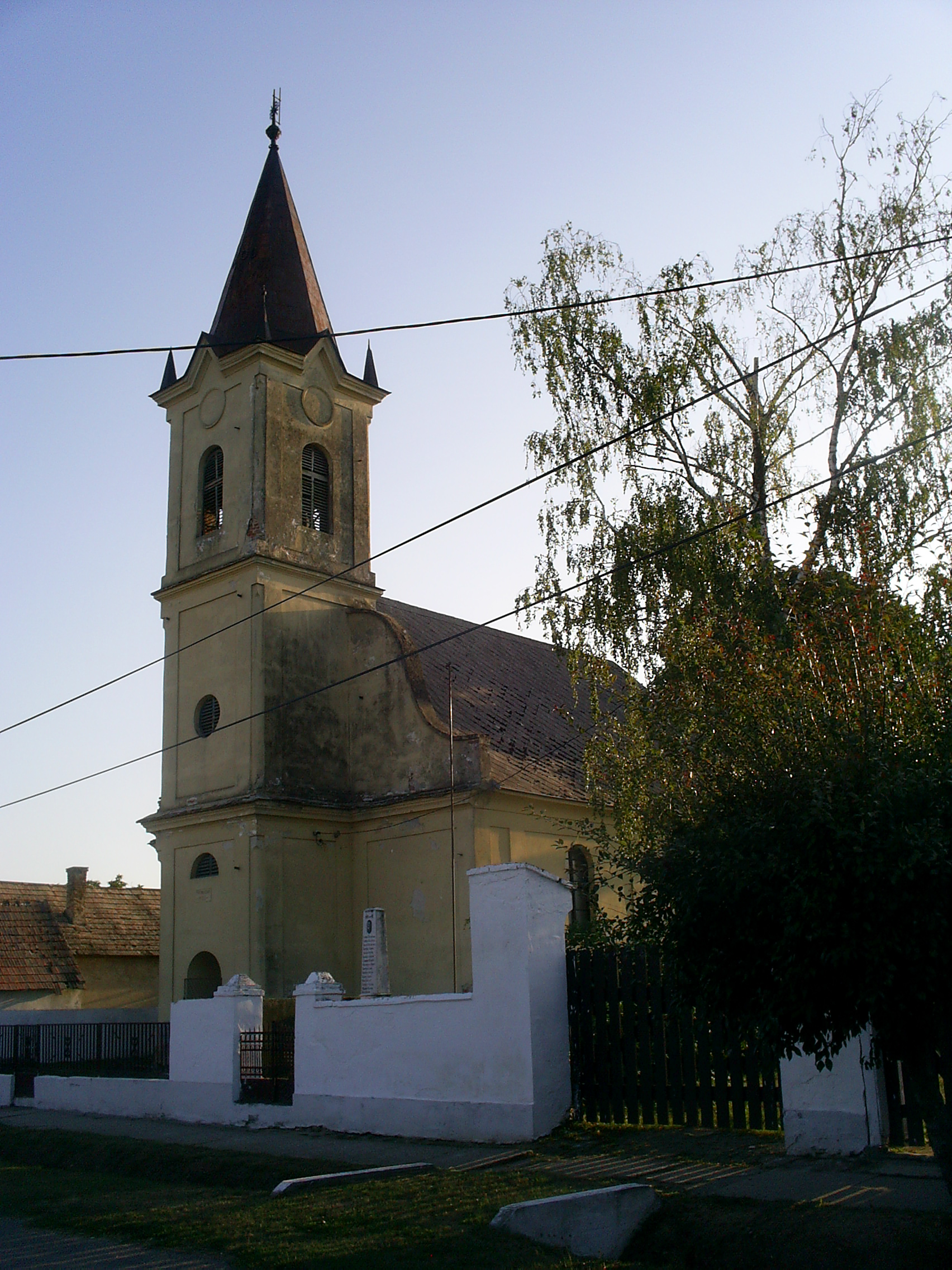
Reformierte Kirche
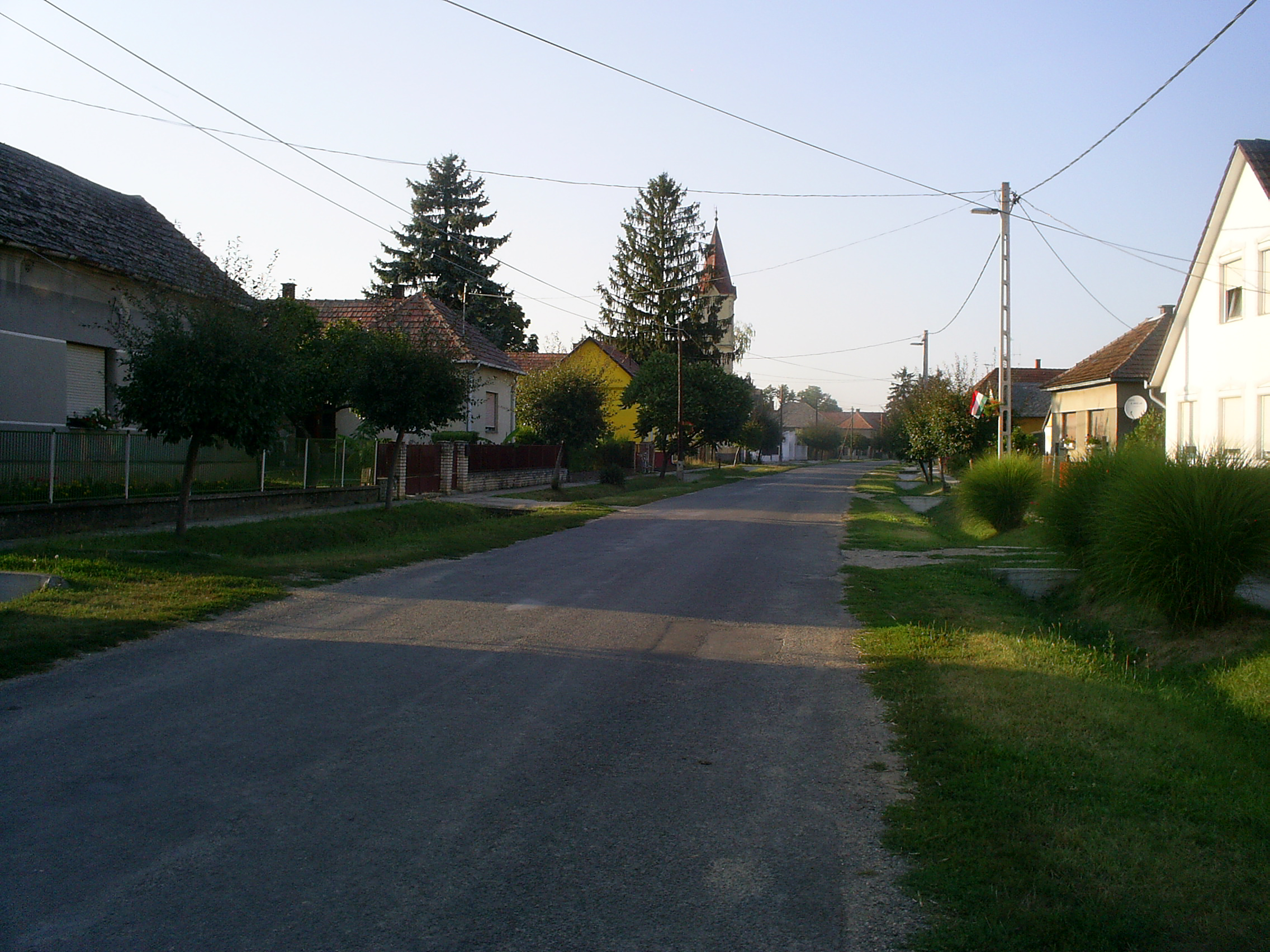
Kossuth Lajos utca
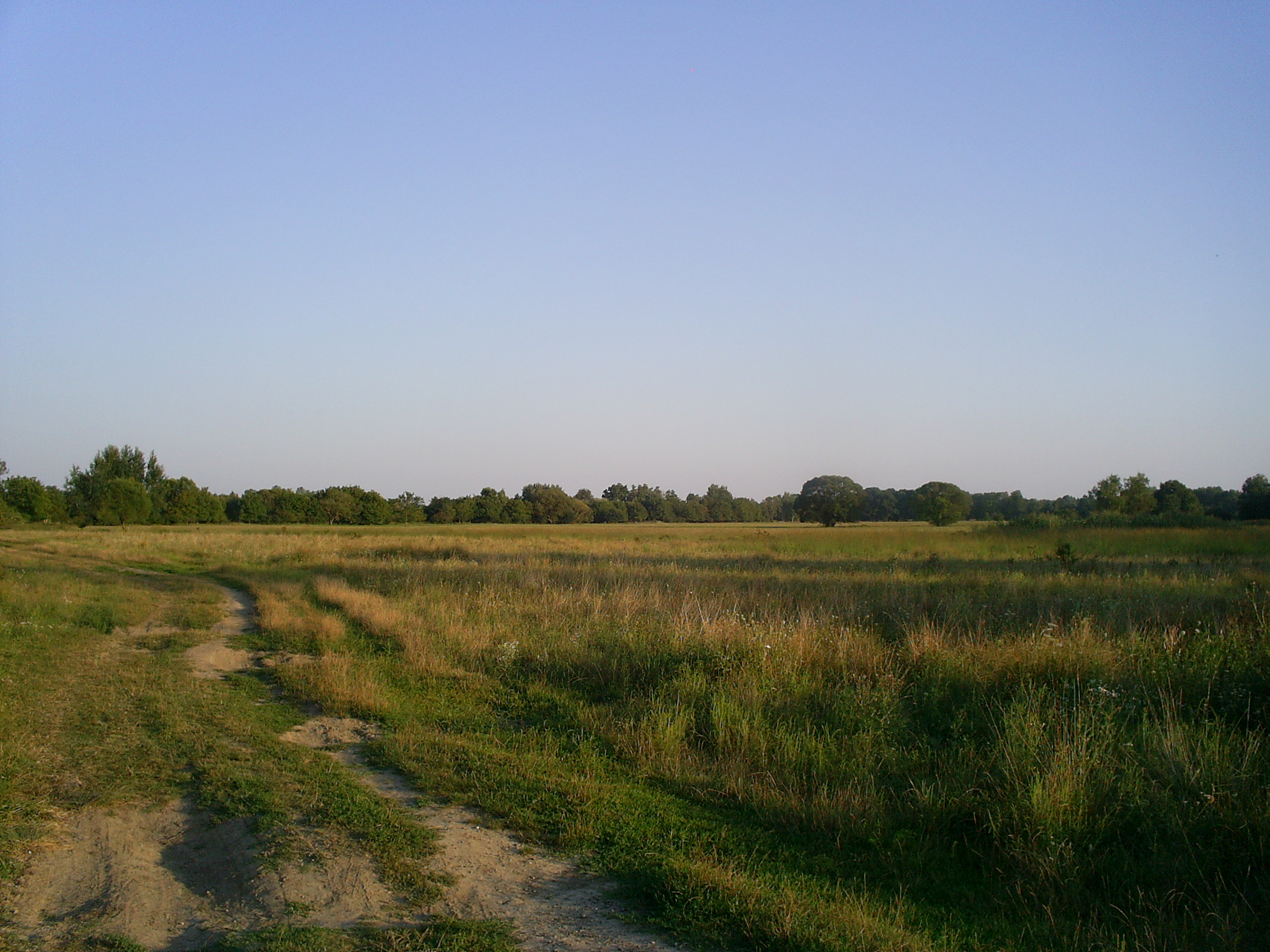
Landschaft bei Mereye

## Verkehr
Merenye ist nur über die Nebenstraße Nr. 66166 zu erreichen, vier Kilometer südlich verläuft die Hauptstraße Nr. 6. Der nächstgelegene Bahnhof befindet sich sechs Kilometer südlich in Nemeske.